# Juka Kobajašiová
Juka Kobajašiová (japonsky: 小林由佳, v kaně: こばやし ゆか, * 29. prosince 1987 Tókai-mura, Prefektura Ibaraki) je japonská reprezentantka ve sportovním lezení. vicemistryně Asie a juniorská vicemistryně světa v lezení na obtížnost.

## Výkony a ocenění
- 2007 a 2009: na MS v lezení na obtížnost se umístila na 4. místě
- 2011: nominace na prestižní mezinárodní závody Rock Master v italském Arcu do duelu
- 2015: na světovém poháru získala bronz v kombinaci, za lezení na obtížnost a bouldering

### Závodní výsledky
| Arco Rock Master | Arco Rock Master | Arco Rock Master |
| Rok              | 2010             | 2011             |
| ---------------- | ---------------- | ---------------- |
| Obtížnost        | 9                | MS               |
| Duel             | —                | 10               |

* v roce 2010 s širší nominací jako příprava na MS, duel byl do 8. místa
| Mistrovství světa | Mistrovství světa | Mistrovství světa | Mistrovství světa | Mistrovství světa | Mistrovství světa | Mistrovství světa | Mistrovství světa |
| Rok               | 2005              | 2007              | 2009              | 2011              | 2012              | 2014              | 2016              |
| ----------------- | ----------------- | ----------------- | ----------------- | ----------------- | ----------------- | ----------------- | ----------------- |
| Obtížnost         | 11-20             | 4                 | 4                 | 13                | 12-14             | 7                 | 13-16             |

| Světový pohár | Světový pohár | Světový pohár | Světový pohár | Světový pohár | Světový pohár | Světový pohár       | Světový pohár | Světový pohár | Světový pohár | Světový pohár | Světový pohár | Světový pohár | Světový pohár      |
| Rok           | 2004          | 2005          | 2006          | 2007          | 2008          | 2009                | 2010          | 2011          | 2012          | 2013          | 2014          | 2015          | 2016               |
| ------------- | ------------- | ------------- | ------------- | ------------- | ------------- | ------------------- | ------------- | ------------- | ------------- | ------------- | ------------- | ------------- | ------------------ |
| Obtížnost     | x             | x             | x             | x             | x             | 7                   | x             | x             | x             | x             | x             | x             | 6                  |
| jednotlivě*   | ,12,6,5,7,    | x             | x             | x             | x             | 4,7-9, 11-12, 6,7,6 | x             | x             | x             | x             | x             | x             | ,7,11,7,12,23,7,5, |
|               |               |               |               |               |               |                     |               |               |               |               |               |               |                    |
| Bouldering    | —             | —             | —             | —             | —             | 36                  | —             | —             | —             | x             | x             | x             | x                  |
| jednotlivě*   | —             | —             | —             | —             | —             | -,-,-, -,14         | —             | —             | —             | ,8,18, 29,    | ,33, 16,      | ,25,8, 11,    | ,21,19, 39,        |
|               |               |               |               |               |               |                     |               |               |               |               |               |               |                    |
| Kombinace     | —             | —             | —             | —             | —             | 6                   | —             | —             | —             | 10            | 7             | 3             | 5                  |

* poznámka: nalevo jsou poslední závody v roce
| Mistrovství Asie | Mistrovství Asie | Mistrovství Asie | Mistrovství Asie |
| Rok              | 2004             | 2008             | 2015             |
| ---------------- | ---------------- | ---------------- | ---------------- |
| Obtížnost        | 3                | 2                | 2                |
| Bouldering       | —                | 4                | —                |

| Mistrovství světa juniorů | Mistrovství světa juniorů | Mistrovství světa juniorů | Mistrovství světa juniorů |
| Rok                       | 2001 kat B                | 2002 kat B                | 2003 kat A                |
| ------------------------- | ------------------------- | ------------------------- | ------------------------- |
| Obtížnost                 | 7                         | 2                         | 2                         |